# 弗兰克·赫夫勒
弗兰克·赫夫勒（德語：Frank Höfle，1967年11月22日—），德国男子冬季两项、越野滑雪、自行车运动员。他曾代表德国参加1984年、1988年、1992年、1994年、1996年、1998年、2002年、2006年和2010年残疾人奥林匹克运动会，获得十四枚金牌、五枚银牌和五枚铜牌。